# Jarred McGinnis
 (septembre 2023).
La mise en forme du texte ne suit pas les recommandations de Wikipédia : il faut le « wikifier ».
Les points d'amélioration suivants sont les cas les plus fréquents. Le détail des points à revoir est peut-être précisé sur la page de discussion.
- Les titres sont pré-formatés par le logiciel. Ils ne sont ni en capitales, ni en gras.
- Le texte ne doit pas être écrit en capitales (les noms de famille non plus), ni en gras, ni en italique, ni en « petit »…
- Le gras n'est utilisé que pour surligner le titre de l'article dans l'introduction, une seule fois.
- L'italique est rarement utilisé : mots en langue étrangère, titres d'œuvres, noms de bateaux, etc.
- Les citations ne sont pas en italique mais en corps de texte normal. Elles sont entourées par des guillemets français : « et ».
- Les listes à puces sont à éviter, des paragraphes rédigés étant largement préférés. Les tableaux sont à réserver à la présentation de données structurées (résultats, etc.).
- Les appels de note de bas de page (petits chiffres en exposant, introduits par l'outil «  Source ») sont à placer entre la fin de phrase et le point final[comme ça].
- Les liens internes (vers d'autres articles de Wikipédia) sont à choisir avec parcimonie. Créez des liens vers des articles approfondissant le sujet. Les termes génériques sans rapport avec le sujet sont à éviter, ainsi que les répétitions de liens vers un même terme.
- Les liens externes sont à placer uniquement dans une section « Liens externes », à la fin de l'article. Ces liens sont à choisir avec parcimonie suivant les règles définies. Si un lien sert de source à l'article, son insertion dans le texte est à faire par les notes de bas de page.
- La présentation des références doit suivre les conventions bibliographiques. Il est recommandé d'utiliser les modèles {{Ouvrage}}, {{Chapitre}}, {{Article}}, {{Lien web}} et/ou {{Bibliographie}}. Le mode d'édition visuel peut mettre en forme automatiquement les références.
- Insérer une infobox (cadre d'informations à droite) n'est pas obligatoire pour parachever la mise en page.

Pour une aide détaillée, merci de consulter Aide:Wikification.
Si vous pensez que ces points ont été résolus, vous pouvez retirer ce bandeau et améliorer la mise en forme d'un autre article.
Jarred McGinnis, (né au Nouveau-Mexique ), écrivain et auteur du Royaume-Uni. Jarred a été cité comme l'un des 10 meilleurs écrivains émergents du Royaume-Uni par le Guardian. Le premier roman de Jarred, The Coward,,, été sélectionné pour les programmes Between The Covers de BBC 2 et BBC Radio 2 's Book Club et a été répertorié pour le prix Barbellion. Et son édition française a remporté le prix du roman et a été nommée pour le prestigieux prix Femina .

## Petite enfance et éducation
Jarred, alors qu'il étudiait à l'université du Texas à Austin, a eu un accident de voiture à l'âge de 20 ans, provoquant une lésion de la moelle épinière, entraînant une paraplégie et la perte de l'usage de ses jambes. Mais cela n’a pas empêché Jarred de poursuivre ses efforts ultérieurs. Son roman The Coward est une autofiction mêlant ses propres expériences,.
Avant l'accident, Jarred voulait étudier l'écriture de scénarios, mais il s'est tourné vers l'informatique lorsqu'il a réalisé la nécessité d'un emploi et d'une assurance maladie en raison de son handicap. Après avoir obtenu son diplôme de l'UT, Jarred s'est inscrit au programme de doctorat à l'université d'Édimbourg, a travaillé sous la direction du professeur Dave Robertson et a obtenu son doctorat en informatique sur l'intelligence artificielle,. Le sujet de sa thèse de doctorat était « Sur la mutabilité des protocoles ».

## Publications sélectionnées

### Livres
- Jarred McGinnis, The Coward, Canongate, 2021, 320 p. (ISBN 978-1838851545)
- Jarred McGinnis, Rough Beasts, Simon & Schuster, 2018, 368 p. (ISBN 978-1471147326)
- Jarred McGinnis, Charles III, Gallery Beggar Press, 2016 (ISBN 978-1-910296-70-7)

### Autres écrits
- Voyageur(en-GB) Nast, « The best family hotels in the Maldives », CN Traveller, 17 janvier 2021 "Les meilleurs hôtels familiaux des Maldives" . Voyageur du CN .
- (en-US) Jarred wrote the introduction to, « Percival Everett by Virgil Russell », sur Influx Press

## Prix
Jarred est le lauréat du prix de l'écrivain 2023 du Eccles Center & Hey Festival. L'édition française de son premier roman a remporté le prix du roman.

## D'autres activités
Il est le cofondateur de The Special Relationship, qui a été choisi pour l'International Literature Showcase du British Council. Il a été le directeur créatif de «Moby-Dick Unabridged», une lecture multimédia immersive de quatre jours de Moby-Dick d'Herman Melville au Southbank Centre, impliquant des centaines de participants.